# Il diavolo bianco (film 1930)
Il diavolo bianco (Der weiße Teufel) è un film del 1930 diretto da Aleksandr Volkov. Il soggetto è tratto dal racconto Chadži-Murat di Lev Tolstoj.